# 구상서
구상서(口上書)는 외교에 있어서 토의의 기록으로서, 또 문제의 제시를 위하여 상대국에 제출하는 문서이다. 전부 3인칭을 사용하며 수취인 서명이 없는 것이 특징이다.